# Wah-Shun-gah
Wah-Shun-gah (Council Grove, Kansas 1837-1908) fou un cabdill dels kanza del 1875 al 1908, el 1851 es negà a anar a l'escola de les missions i robà cavalls als pawnee, i gràcies a això guanyà fama de guerrer i remeier entre els seus. Mercès a aquest prestigi aconseguí ser reconegut com a cap suprem dels kanza. Malgrat això, no va poder evitar l'aculturació i el confinament definitiu del seu poble a la reserva.